# Wojsko polskie w latach 1764–1788

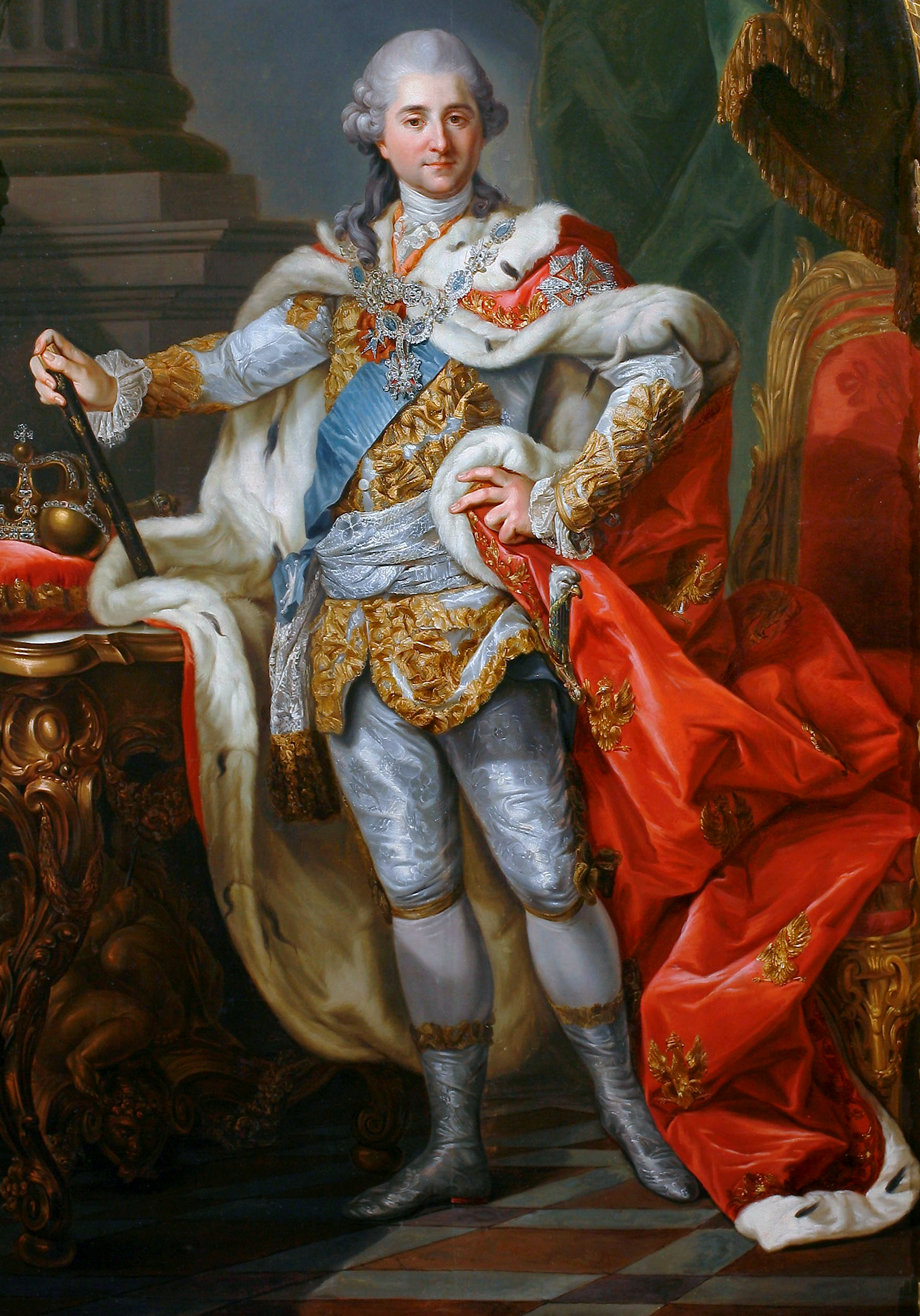
Naczelny wódz wojsk Rzeczypospolitej Stanisław II August

Wojsko I Rzeczypospolitej w latach 1764–1788 – siły zbrojne I Rzeczypospolitej za panowania ostatniego władcy Rzeczypospolitej Obojga Narodów króla Stanisława II Augusta
Na początku lat sześćdziesiątych XVIII w. stan wojsk Rzeczypospolitej wynosił niespełna 16 tys. żołnierzy. Brak było funduszów na utrzymanie nawet tak skromnej armii. Tą nieliczną armią dowodzili hetmani wielcy koronny i litewski. W przededniu Sejmu Czteroletniego wojsko liczyło niespełna 18500 ludzi. Posiadało wadliwy system uzupełniania i niepewne podstawy finansowe. Uporządkowano jednak organizację i gospodarkę, podniesiono na wyższy poziom szkolenie i polepszono uzbrojenie.

## System uzupełnienia

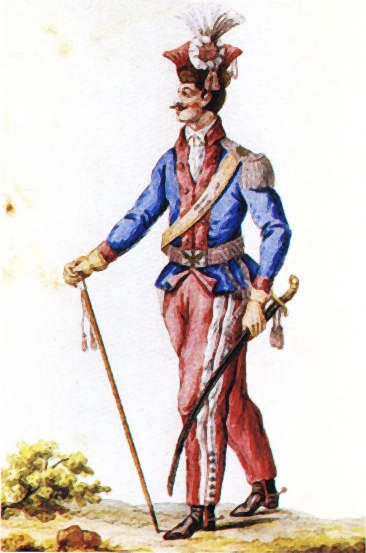
Towarzysz

Autorament polski opierał się nadal na zaciągu „towarzyskim”. Oprócz „towarzyszy przytomnych”, pełniących rzeczywiście służbę w oddziale wraz ze swym pocztem, coraz częściej zaczęli występować „towarzysze sowici”. Każdy „towarzysz przytomny” mógł w każdej chwili zmienić się w „towarzysza sowitego” i na odwrót. Autorament cudzoziemski opierał się w dalszym ciągu na werbunku „wolnego bębna”. Werbowano przede wszystkim zbiegłych chłopów, ubogą szlachtę, jak również i biedotę miejską.
Jazda polska, zachowując swój tradycyjny podział na ciężko, średnio i lekkozbrojną, zorganizowana była w chorągwie dowodzone przez rotmistrzów. Piechota zorganizowana była w regimenty. Ze względu na system opłacania wojska specjalnego znaczenia nabierało stanowisko szefa regimentu skupiającego w swym ręku całą gospodarkę oddziału i kierującego obsadą personalną. Szefami regimentów byli zazwyczaj magnaci, którzy, odpowiednio dobierając ludzi, przekształcali pułki i regimenty niemal w swoje prywatne wojska.

## Płace
Już w 1717 wprowadzono dla wojska stały żołd. Pieniądze na ten cel nie wydawano jednak ze skarbu państwa, lecz oddziały same, przy pomocy specjalnych pełnomocników, miały obowiązek egzekwować podatki z poszczególnych ziem na swoje utrzymanie. Dopiero Departament Wojskowy zlikwidował system ściągania podatków przez poszczególne oddziały. Od tej pory wydatki wojskowe miały być pokrywane ze skarbu państwa. Sejm w 1779 na wniosek Departamentu podjął uchwałę nakazującą użycie na cele wojskowe wszystkich nadwyżek dochodów państwa. Ze względu na małą ilość nadwyżek budżetowych, uchwala ta nie miała większego znaczenia. Żołd w wojsku opierał się na systemie „porcjowym”. Porcje przeznaczane były przede wszystkim na płace. Część porcji przeznaczana była na ekwipunek. System „porcjowy” obowiązywał w cudzoziemskim autoramencie, a w polskim istniał podobny, liczony od „konia”. W poszczególnych oddziałach zdarzały się przerosty etatowe wśród oficerów ze szkodą dla stanu liczebnego szeregowców. Stosunek gemajnów do oficerów i podoficerów wynosił nawet 1:1. Posiadanie stopnia oficerskiego stawało się więc ważnym źródłem dochodów. Żołd otrzymany przez żołnierzy obracany był też na zakup żywności. Starano się też ograniczyć sprzedaż stanowisk oficerskich. Zarządzenie wydane w 1773 zabraniało formalnie sprzedaży rang i szarż. Jednak nowo mianowani oficerowie musieli płacić swym poprzednikom za posiadany przez nich stopień, jeśli chcieli objąć wyznaczone stanowisko.

## Wojsko konfederatów barskich

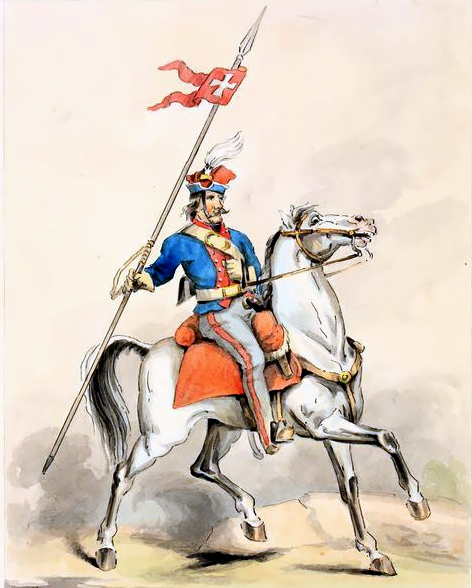
Konfederat barski

Konfederaci zamierzali zorganizować silną armię. Liczyli oni, że przyłączy się do nich wojsko regularne. Planowali też powołać wojska prywatne oraz milicję sołtysów. Nakazali starostom i dzierżawcom dóbr szlacheckich wystawić po jednym piechurze z łanu i po jednym konnym z trzech łanów. Powoływano też pod broń szlachtę kazano wystawić z dóbr szlacheckich jednego pieszego na 10 poddanych i jednego konnego z 10 łanów. Miasta miały wystawić artylerie i zaopatrzyć logistycznie wojska. Planów tych nie udało się jednak zrealizować. W obozach konfederackich panowało rozprężenie. Widoczne były oznaki braku dyscypliny. Oddziały konfederackie miały w zasadzie charakter szlachecki. Składały się z przede wszystkim z jazdy i tylko nieliczne posiadały większą wartość bojową. Działania wojenne miały charakter walk partyzanckich. Oddziały były dość szybko formowane, ale i często z błahych przyczyn rozpadały się. Niektórzy dowódcy potrafili jednak stworzyć doborowe jednostki wyróżniające się w walce.
Konfederacja barska podjęła próbę stworzenia siły zbrojnej na podstawie przestarzałych regulaminów. Pozbawiona szerokiej bazy społecznej, dysponująca słabymi oddziałami, pozbawiona jednolitego dowództwa poniosła klęskę w starciu z regularnym wojskiem rosyjskim. W czasie trwania konfederacji część oddziałów armii regularnej prowadziła walkę z konfederatami, część zaś została użyta do stłumienia powstań chłopskich. Niektóre oddziały regularnej armii, zależnie od sytuacji przechodziły na stronę konfederatów, to wracały pod władzę komisji. Wojsko straciło część uzbrojenia i wyposażenia. Gwałtownie spadła jego liczebność. W obliczu rozbioru Polski w 1772 armia polska nie była zdolna do przeciwstawienia się zaborcom. Przed I rozbiorem nie doszło w wojsku polskim do poważniejszych zmian, a walki konfederacji barskiej pociągnęły za sobą pogłębienie jego dezorganizacji i słabości.

## Wojsko w okresie działania Departamentu Wojskowego
Sejm Rozbiorowy przeprowadził reorganizację władz państwowych i powołał Radę Nieustającą. Sprawy wojska powierzył jednemu z pięciu departamentów – Departament Wojskowy. Zastąpił on Komisję Wojskową Koronną i litewską. W skład departamentu wchodziło czterech hetmanów, ośmiu konsyliarzy i dwóch pisarzy. Sesjom przewodniczył przeważnie nowo mianowany hetman polny litewski Józef Sylwester Sosnowski.
Za zgodą zaborców w 1773 sejm uchwalił podniesienie stanu liczebnego wojska do 30 tys. (22 tys. – armia koronna, 8 tys. – armia litewska) i przeznaczył 18 596 000 złp na utrzymanie armii. Ostatecznie zniesiono system porcji i racji, wprowadzając ściśle określone uposażenia dla poszczególnych stopni i stanowisk. Sprawy finansowe wojska przejął aparat skarbowy państwa, jednostki otrzymywały pieniądze z kas Komisji Wojskowych, przekazane tam ze skarbu. Z uchwał dotyczących artylerii wymienić jeszcze trzeba: utworzenie Korpusu Inżynierów, wchodzących w skład Korpusu Artylerii; Szkoły Artylerii oraz przeznaczenie na konserwację fortec, odlewanie nowych dział, wykonanie pontonów, budowę prochowni koronnej i litewskiej – 320000 zł.
Wpływy podatkowe okazały się znacznie mniejsze i już w 1775 obniżono etat wojska do 18 tys. żołnierzy. W 1776 zamiast 12 milionów przeznaczono jedynie 6,290 mln zł na utrzymanie wojska.

### Organizacja armii
Departament Wojskowy dokonał w wojsku szereg poważnych zmian organizacyjnych. Wprowadzony w 1776 etat przewidywał stan liczebny wojska na 17 081 ludzi. Armia koronna miała składać się ze sztabu generalnego, czternastu regimentów piechoty, dwóch chorągwi węgierskich obu buław, czterech regimentów dragonii, czterech brygad kawalerii narodowej, 2 pułków przedniej straży i Korpusu Artylerii Koronnej. W skład armii litewskiej miał wchodzić: sztab generalny, siedem regimentów piechoty, chorągiew janczarska buławy wielkiej, chorągiew grenadierska buławy polnej, jeden regiment dragonii, dwie brygady kawalerii narodowej, pięć pułków przedniej straży i Korpus Artylerii Litewskiej.
Powołano też dywizje składające się z wszystkich rodzajów wojsk. Dowódcy dywizji podlegały wszystkie jednostki stacjonujące na danym obszarze kraju. W Koronie planowano powołać cztery, a zorganizowano jedynie trzy dywizje: wielkopolską, małopolską i ukraińsko-podolską. Na Litwie powołano dwie. Najsilniej obsadzone wojskiem było Podole i Ukraina, oraz Wielkopolska.
Piechota
Armia koronna posiadała 15 regimentów piechoty, zaś armia litewska siedem. Regiment liczący około 700 ludzi i dzielił się na bataliony, te na kompanie, a one na plutony. Regimenty litewskie miały tylko jeden batalion. Piechur uzbrojony był we flintę strzelającą na 200 kroków, a jej celność (strzał skuteczny) określano na 100 do 120 kroków.
W 1776 armia koronna, oprócz siedmiu dawnych regimentów istniały już: regiment Ordynacji Ostrogskiej i regiment Ordynacji Rydzyńskiej. Formowały się: regiment Marcina Lubomirskiego i regiment Kaliksta Ponińskiego W 1777 spieszono trzy regimenty dragonii. W 1785 sformowano regiment im. Potockich. Ich organizacja nie została ujednolicona. Gwardia piesza składała się z 2 batalionów po 12 kompanii. Pozostałe regimenty posiadały jeden batalion. Pięć „starych” regimentów liczyło po 8 kompanii. Regiment VI łanowy, cztery regimenty nowo utworzone i trzy spieszone dragońskie składały się z sześciu, a regiment XIV im. Potockich – z czterech kompanii. Kompanie liczyły po 56-57 ludzi. W czterech regimentach stan kompanii wahał się od 70 do 97 ludzi.
W latach 1786–1788 etat piechoty koronnej, złożonej z piętnastu regimentów, dwóch chorągwi węgierskich obu buław i garnizonu częstochowskiego, wynosił 7844 ludzi. Mimo dużych trudności werbunkowych stan faktyczny regimentów niewiele różnił się od etatowego.
W 1776 piechota litewska oprócz trzech dawnych regimentów posiadała też utworzony w 1775 regiment im. Massalskich. W 1777 spieszono trzy regimenty dragonii. Piechota litewska, składająca się z siedmiu regimentów, chorągwi janczarskiej buławy wielkiej i chorągwi grenadierskiej buławy polnej, miała liczyć 1950 ludzi. W latach 1786–1788 jej stan faktyczny był mniejszy od etatowego o około 50 ludzi.
Jazda
Zniesiono w jeździe podział na chorągwie husarskie, pancerne i lekkie, a wprowadzono nowy podział na kawalerię narodową i pułki straży. Chorągwie lekkie przeformowano w pułki straży przedniej. Kawalerię narodową zorganizowano w brygady składające się z sześciu szwadronów. Każdy szwadron liczył cztery chorągwie. W wojsku koronnym sformowano cztery brygady kawalerii narodowej: wielkopolską, brygadę I ukraińską, brygadę II ukraińską i brygadę III ukraińską, w litewskim dwie. Pułków przedniej straży miało być dwa w Koronie i pięć na Litwie. Na utrzymanie tej jazdy przeznaczono na każdą brygadę po 548 860 zł, na każdy pułk straży przedniej po 498 153 zł, a regimenty dragońskie po 292 244 zł. Pododdziały kawalerii składały się z „towarzyszy” i pocztowych. Stale zmniejszająca się ilości „towarzyszy” w szwadronach spowodowała zmianę w ich uszykowaniu. Nie można już było już ustawiać w pierwszym szeregu „towarzyszy”, a w drugim pocztowych. Wydzielano więc z „towarzyszy” osobne plutony (cugi), Cugi ustawiano zazwyczaj na skrzydłach ugrupowania bojowego. W jeździe zniesiono uzbrojenie ochronne i wprowadzono mundur. Towarzysze posiadali mundur o kroju kontusza, a pocztowi – katanki z żupanem. Hełm zastąpiono u towarzyszy czworokątnymi konfederatkami, a u pocztowych czarnymi giwerami (kaszkietami). Towarzysze uzbrojeni byli w kopie, szable i pistolety. Pocztowi posiadali karabinki, pistolety i pałasze.
W owym czasie istniała jeszcze dragonia; po redukcjach pozostawiono tylko regiment królewski gwardii konnej. Uzbrojenie dragonów składało się z szabli, pary pistoletów i karabinka z bagnetem przypiętym do pasa obok szabli. Karabinek noszono na plecach albo przytroczony do siodła. W 1778 istniejące jeszcze trzy pułki dragonów przekształcono w regimenty piechoty.
W 1778 jazda koronna liczyła ok. 4,7 tys. ludzi. Ostateczną organizację jazdy koronnej ustalił etat z 1784. Przewidywał on cztery brygady kawalerii narodowej po 876 ludzi, dwa pułki przedniej straży po 391 ludzi, trzy regimenty dragonii po 257 ludzi, regiment gwardii konnej koronnej – 465 ludzi, razem 5522 ludzi. Brygada miała składać się z sześciu szwadronów po 144 ludzi, szwadron z czterech chorągwi po 35 ludzi; pułk przedniej straży – z ośmiu chorągwi po 47 ludzi; regiment dragonii – z sześciu kompanii po 40 ludzi, gwardia konna – z ośmiu kompanii po ok. 50 ludzi. W chorągwi kawalerii było tylko 14 towarzyszy i 14 pocztowych, w chorągwi przedniej straży – 20 towarzyszy i 20 pocztowych, w kompanii dragońskiej 30 dragonów.
W armii litewskiej z chorągwi husarskich i petyhorskich utworzono dwie brygady kawalerii narodowej: brygadę „usarską” i brygadę petyhorską. Chorągwie lekkie już przedtem wchodziły w skład pięciu pułków przedniej straży. Z czterech dawnych regimentów dragonii litewskiej po spieszeniu trzech regimentów pozostała tylko gwardia konna litewska. Od 1776 etat jazdy litewskiej nie uległ zmianie i przewidywał dwie brygady kawalerii narodowej po 478 ludzi, 5 pułków przedniej straży (1 pułk – 374 ludzi, 2 i 3 pułk po 150 ludzi, 4 pułk – 395 ludzi, 5 pułk – 327 ludzi) i regiment gwardii konnej litewskiej – 318 ludzi; razem 2670 ludzi. W 1786 do stanu etatowego brakowało około 200 ludzi.
Artyleria
Korpusy artylerii: koronny i litewski, składały się każdy z dwóch brygad liczących po trzy kompanie. Artyleria nie posiadała wystarczającej ilości nowoczesnego sprzętu bojowego. Ludwisarnia warszawska odlewała wprawdzie nowe działa, lecz w małej ilości. Na uzbrojeniu artylerii znajdowały się wtedy: moździerze 32-funtowe, granatniki 8-funtowe, armaty 24-, 12-, i 8-funtowe oraz 3-funtowe armatki pułkowe. Wśród oficerów i żołnierzy występowało dążenie do samodoskonalenia się. W artylerii ze względu na ciągły brak fachowców istniały stosunkowo duże możliwości awansu uzależnionego w znacznej mierze od fachowego poziomu żołnierza, a nie od pochodzenia społecznego. W 1776 na korpus artylerii koronnej wyasygnowano sumę 650 000 zł.
Wojska techniczne
W 1775 stwarzano specjalne oddziały wojsk technicznych, tzw. korpus inżynierów, który przydzielono do artylerii. Korpus inżynierów koronnych. Początkowo składał się z 12 ludzi. Jego głównym zadaniem był nadzór nad konserwacją starych i budowa nowych twierdz. Komendantem korpusu mianowano ppłk. Jana Kleina. Planowano dalszą jego rozbudowę, utworzenie oddziału pontonierów, minierów i pionierów. Istniał już wówczas Korpus Pontonierów Koronnych, ale był to używany do prac inżynierskich i melioracyjnych oddział podporządkowany komisji skarbowej.

### Struktura organizacyjna w 1786
| Sztab generalny koronny Jazda - Brygada Wielkopolska - Brygada Dzierżaka - Brygada Jerlicza - Brygada Lubidzkiego - Pułk przedniej Straży Malczewskiego - Pułk przedniej straży Byszewskiego - Gwardia Konna - Regiment buławy wielkiej - Regiment buławy Polnej - Pułk Szydłowskiego Piechota - Regiment Gwardii Pieszej Koronnej - Regiment Królowej - Regiment Królewicza - Regiment Buławy Wielkiej - Regiment Buławy Polnej - Regiment ks. Sułkowskiego (łanowy) - Regiment Potockiego - Regiment Czapskiego - Regiment Raczyńskiego - Regiment Mycielskiego (ordynacji Rydzyńskiej) - Regiment Witta (Grenadierów) - Regiment Lubomirskiego - Regiment Ordynacji Ostrogskiej - Regiment imienia Potockich - Batalion fizylierów - Chorągiew Węgierska Buławy Wielkiej Koronnej - Chorągiew Węgierska Buławy Polnej Koronnej - Garnizon Częstochowski Stan liczebny wojsk koronnych wynosił 13782 żołnierzy z tego: jazdy – 5522 i piechoty 8260 | Sztab generalny litewski Jazda - Brygada Husarska - Brygada Petyhorska - Gwardia konna - Pułk Lekkiej Jazdy Baranowskiego - Pułk Lekkiej Jazdy Jelińskiego - Pułk Lekkiej Jazdy Romanowskiego - Pułk Lekkiej Jazdy S. Byszewskiego - Pułk Lekkiej Jazdy Bielaka (jazda tatarska) Piechota - Gwardia Piesza - 1 Regiment - 2 Regiment - 3 Regiment - 4 Regiment - 5 Regiment - 6 Regiment - Chorągiew Strzelecka - Chorągiew Węgierska Buławy Polnej Stan liczebny wojsk litewskich wynosił 4745 żołnierzy z tego: jazdy – 2670 i piechoty 2075 |

Stan liczebny wojsk Rzeczypospolitej wynosił 18527 żołnierzy z tego: jazdy – 2670 i piechoty 2075.